# Hassan Nassar
Hassan Amín Abdul Nassar Pérez (Bogotá, 19 de marzo de 1975) es un periodista colombiano, fue Consejero Presidencial para las Comunicaciones del Gobierno de Iván Duque.

## Biografía
Es hijo de Ana de Jesús Pérez de Ross, propietaria de una joyería, y Hassan Nassar Galvis. Su abuelo, también de nombre Hassan, y su padre, nacieron en Palestina. Estudió en el Liceo Francés, gemología en el Gemological Institute of America en Nueva York, y Ciencias Políticas con énfasis en Comunicaciones en el Emerson College de Boston. Su familia ha sido comerciante de joyas y piedras preciosas y se estableció en Estados Unidos donde Hassan incursionó en ese negocio. Dirigió el programa de televisión 360 Grados hasta el 2014 donde con su renuncia se acabó dicho programa. Ha hecho parte de la mesa de trabajo de Julio Sánchez Cristo en la W Radio y con Vicky Dávila en la FM.
Inició en televisión en NTN24 como panelista invitado del programa La mañana, donde era el experto en temas del Medio Oriente. Posteriormente Claudia Gurisatti lo nombró director de Zoom a la noticia. En 2016 con motivo de la salida de Vicky Dávila de la FM, Hassan fue nombrado como director de ese noticiero radial cargo que ocupó hasta 2018, para asumir un nuevo proyecto para el Canal RCN hasta 2019. Ese mismo año se incorporó a RCN Radio a dirigir La tertulia.
El 7 de enero de 2020 asumió el cargo como Consejero Presidencial para las comunicaciones, en el gobierno del entonces presidente Iván Duque, función que desempeñó hasta el 7 de agosto de 2022. Durante este periodo se le recuerda por haber protagonizado un duro enfrentamiento con la también periodista Vicky Dávila, en una entrevista en vivo de la Revista Semana, en la que se le preguntó por un presunto mal uso del avión presidencial por parte de Duque y su familia, lo que incomodó a Hassan Nassar, señalando a su vez a la periodista de haber usado el avión presidencial junto con su esposo durante el gobierno de Juan Manuel Santos, causando la ira de Dávila, quien arremetió contra Hassan con una serie de insultos, terminando la entrevista abruptamente.
Igualmente, durante el desempeño de dicho cargo, sus críticos le recriminaron los señalamientos que hizo a través de Twitter en contra de las políticas y la forma de gobierno del entonces Presidente Juan Manuel Santos, ya que para muchos, el gobierno de Iván Duque terminó pareciéndose al de Santos en sus controversias y dificultades, pero que Hassan Nassar, ya como Consejero Presidencial, tuvo que defender, lo que causó que fuera señalado por muchos de incoherente.